# Slicklapp

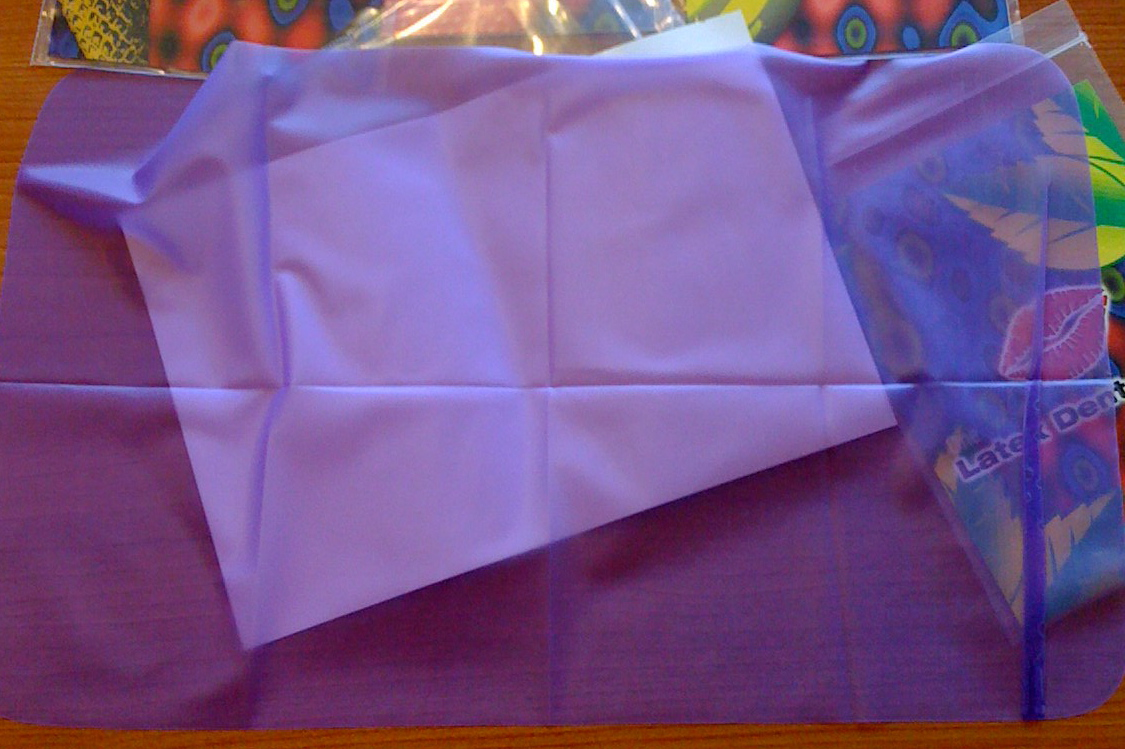

En slicklapp är en tunn duk av latex som används vid oralsex i form av cunnilingus eller anilingus, som läggs på det området som ska slickas. I vissa fall är lapparna smaksatta för att dölja den karaktäristiska latexsmaken. Lappen läggs över kroppsöppningen och skyddar mot könssjukdomar. 
Slicklappar säljs inte på så många ställen i Sverige, men det går oftast att få tag på vid närmaste ungdomsmottagning. Vid latexallergi går det att finna slicklappar av plast.